# STS 71
STS 71 es un cráneo fosilizado de la especie Australopithecus africanus. Fue descubierto en Sterkfontein (Sudáfrica) por Robert Broom en 1947. En 1972 John Wallace conectó STS 71 con STS 36, una mandíbula inferior que se encontró en el mismo estrato, haciendo coincidir los patrones de desgaste de los dientes.
Se estima su antigüedad entre 2,4 y 2,8 millones de años.
Sus características, junto a las de STS 36, incluyen un cráneo pequeño y rasgos faciales que también se encuentran en australopitecos hembra, pero el gran tamaño de los dientes y la mandíbula indicarían que este espécimen debería ser de varón. La cara muestra proyección hacia adelante, prognatismo, moderado y la posición de las líneas temporales de altura en el cráneo indican grandes músculos de masticación. El cerebro tiene un volumen estimado de 428 cm³. Todo ello crea dudas a la atribución taxonómica.